# Mídia alternativa
A mídia alternativa (português brasileiro) ou os média alternativos (português europeu), também conhecida/os por mídia contra-hegemônica (português brasileiro) ou média contra-hegemónicos (português europeu) (mas não independente(s)) é o conjunto dos veículos de comunicação que se contrapõem a uma hegemonia, ou posição política dominante – e, em alguns casos, repressora. A imprensa alternativa faz parte da mídia alternativa, sendo sua vertente de mídia impressa.
Os diversos núcleos de produção de mídia alternativa são uma força relevante na nova forma de comunicação que vem se constituindo. Partindo da insatisfação com as mídias corporativas, que segundo alguns seriam comprometidas com os "interesses do capital", esses movimentos visam oferecer uma outra maneira de pensar a função transgressiva da comunicação, sendo tudo isso feito com um aparato técnico mínimo e custos irrisórios. Seus principais veículos de comunicação são a Internet, as rádios comunitárias, jornais de baixa circulação e fanzines.
A mídia alternativa é um suporte para o jornalismo alternativo, mas não deve ser tomada como sinônimo deste, já que pode circular diversos conteúdos não-jornalísticos, como propaganda, opiniões, dados científicos e formas de expressão cultural como arte, poesia e música.
A mídia alternativa, de forma geral, costuma enfrentar problemas como perseguição política (principalmente no contexto de regimes autoritários), falta de fontes de financiamento (com poucos anunciantes interessados em investir em mídia de baixa circulação ou alcance restrito, ou ainda receosos de se associar a causas ideológicas) e ataques à sua credibilidade, sob o argumento de que veículos alternativos não são confiáveis. Também sofrem com a falta de profissionais dispostos a atuar na área (em geral, de baixa remuneração e zero lucratividade), o amadorismo e a falta de capacidade técnica, tanto por não dispor de equipamentos atualizados quanto por pouca infraestrutura local de comunicação.
Apesar de já ter havido várias manifestações, o movimento das "mídias alternativas" em âmbito global tomou um novo vulto com o surgimento do Centro de Mídia Independente (em inglês, Indymedia).

## Posições políticas
Em contextos de regimes políticos autoritários, a mídia alternativa procura fornecer informações no sentido de promover a democracia e o livre pensamento, associando-se à pluralidade de opiniões e à horizontalidade de opiniões e informações. Com várias denominações diferentes, como mídia tática, mídia independente ou mídia sob demanda, essas mídias podem ter ligações com movimentos sociais. 
O rótulo de "alternativo" é costumeiramente atribuído a arranjos de comunicação que expressam posições ideológicas de esquerda. Para Rodolfo Fiorucci, a mídia alternativa precisa estar necessariamente vinculada à esquerda e defender bandeiras de esquerda. Seria, assim, "mídia de engajamento", adotando a crítica social e política como eixo fundamental.
No entanto, pode haver mídia alternativa de qualquer ideologia, inclusive de direita. Em contextos como uma possível sociedade socialista, uma parte da imprensa dissidente provavelmente defenderá valores de direita, como livre mercado e privatização. Um exemplo de mídia alternativa direitista eram os samizdati que circulavam na União Soviética nos anos 1960 e 1970.

## Imprecisão conceitual
Não existe consenso entre os pesquisadores em torno de uma definição única e precisa do termo "mídia alternativa". Máximo Simpson Grinberg, em um livro de 1987, entende que, como os meios de comunicação de massa podem ser considerados instrumentos de poder, a mídia alternativa representaria a opção de um grupo de pessoas ou setor social por adotar um conjunto de meios e formas de comunicação alternativo aos de massa. Cicilia Maria Krohling Peruzzo, por sua vez, considera que "imprensa alternativa" se refere ao jornalismo que dialoga constantemente com as pautas dos movimentos sociais, populares e comunitários, mas que é praticado com certo distanciamento dessas organizações. Seria, nesse caso, alternativo por se apresentar como fonte de informação sobre temas ausentes na grande mídia e pela abordagem crítica de seus conteúdos. Já John D. H. Downing (2002) sustenta que a mídia alternativa é aquela que tem como missão não apenas noticiar ao público atos que costumam ser-lhe negados, mas também expressar uma visão alternativa às perspectivas hegemônicas e fortalecer no público o sentimento de que é capaz de "engendrar mudanças construtivas". Outras definições podem, ainda, considerar as características produtivas dos arranjos alternativos, como a maior autonomia dos jornalistas sobre o próprio trabalho ou a adoção de coberturas colaborativas. 

## Brasil
No Brasil, exemplos de mídia alternativa podem ser traçados desde a época colonial, quando a imprensa era proibida pela Coroa Portuguesa mas mesmo assim eram produzidas folhas (manuscritas ou impressas artesanalmente) para circulação de ideias "conjuradas" (ou, como seriam chamadas mais tarde, "subversivas").
No Império, a imprensa alternativa floresceu, principalmente no Primeiro Reinado, com a publicação de um número incalculável de pasquins, panfletos e folhas avulsas que defendiam interesses dispersos e imediatos. Praticava-se mais a propaganda ideológica ou política do que o jornalismo. Tinham existência efêmera: logo depois de concretizadas suas causas ou atingidos seus objetivos, esses pasquins paravam de circular. Essas folhas eram mais frequentes em períodos de crise, como a pressão para a abdicação de D. Pedro I (1831), a maioridade de D. Pedro II (1840) e a proclamação da República (1889).
A ditadura de Getúlio Vargas também viu nascer uma nova leva de jornais da imprensa alternativa, como O Homem do Povo, de Oswald de Andrade e Pagu. Boa parte da mídia alternativa nessa época era ligada ao Partido Comunista Brasileiro, ou feita por simpatizantes socialistas.
O regime militar de 1964 provavelmente viu o período mais fértil da mídia alternativa no Brasil, já que a censura sistemática à imprensa (inclusive à mídia corporativa, que apoiou o golpe) inspirava e criava demanda por informação crítica ou contrária aos interesses oficiais. Jornais como Opinião, Movimento, O Sol, Jornal da República, a revista Cadernos do Terceiro Mundo e muitos outros tentaram levar informações, análises e comentários dissidentes para o público, mas a maior parte teve vida curta. Por essa época, também começaram a se disseminar as rádios piratas e as comunitárias (tipos diferentes de rádio), facilitados pela disseminação da tecnologia de transmissores.

### Blogosfera Progressista
A Blogosfera Progressista, de acordo com o livro "Comunicação e Cidadania Política" (2017), em capítulo escrito pelos professores Afonso de Albuquerque e Eleonora Magalhães, é um ecossistema midiático que une plataformas de viés progressista, ou seja, um conjunto de blogs e organizações noticiosas associado a partidos políticos de esquerda e/ou movimentos sociais que lutam por direitos civis e individuais.
Surgida em 2006, vingou no país devido à desconfiança que muitas pessoas, especialmente jornalistas, passaram a nutrir em relação às empresas jornalísticas após o período de censura do Regime Militar.

#### Antecedentes
A ascensão da Blogosfera Progressista pode ser explicada por um conjunto de fatores que estimularam o processo de polarização do jornalismo, que não é exclusivo do Brasil. Diversos países da América Latina elegeram, no início deste século, governos alinhados ideologicamente à esquerda,  em um fenômeno conhecido como “virada à esquerda”.
Esse fenômeno alterou os padrões de relacionamento entre governos e empresas de mídia, tendo em vista que nos países latino-americanos os meios de comunicação historicamente têm relações estreitas com as elites da região. Assim, como regra geral, essa imprensa tem uma perspectiva orientada para a elite. Com a chegada ao poder de grupos historicamente  marginalizados, diversas tensões emergiram entre imprensa e governo.
No Brasil, a virada à esquerda se deu com a eleição de Luiz Inácio Lula da Silva em 2003, pelo Partido dos Trabalhadores (PT). A imprensa passou adotar um papel ativo de oposição ao governo do PT a partir do escândalo do Mensalão, que denunciou atos de corrupção de membros do governo. A Blogosfera Progressista ganhou importância na medida em que inúmeras críticas eram feitas a cobertura jornalística da grande imprensa, acusada de ser parcial e contrária ao PT.

#### Blogueiros
A Blogosfera Progressista pode ser dividida em duas, de acordo com quem é o responsável pelo blog ou portal:
- Páginas de blogueiros que atuam sozinhos ou que contam com poucos colaboradores, os quais se subdividem entre jornalistas, ativistas, políticos e intelectuais;
  - Jornalistas: são os blogueiros com maior visibilidade da Blogosfera Progressista. Essa subcategoria possui maior destaque devido à passagem do blogueiro por veículos tradicionais do que à sua formação universitária em Comunicação/Jornalismo. Alguns dos blogs de maior destaque são o de Luís Nassif, Paulo Henrique Amorim (Conversa Afiada) e Luiz Carlos Azenha (Viomundo). Os anos de experiência em redação e passagem pelos principais veículos nacionais configuram a esses agentes da blogosfera um status, e são normalmente evidenciados pelo blogueiro, tanto em sua descrição no blog quanto para reafirmar um lugar de “autoridade”. Outros jornalistas obtém reconhecimento a partir de sua atuação na própria blogosfera. Miguel do Rosário, com O Cafezinho, tornou-se central para o movimento durante o episódio do Globoleaks, ao iniciar as denúncias de sonegação fiscal por parte da Rede Globo;[4]
  - Ativistas: agentes da blogosfera que possuem histórico de militância política ou social. Suas publicações não necessariamente começam com uma ligação ao ativismo. O blog Maria Frô, da historiadora, ativista e educadora Conceição Oliveira teve como primeiras postagens relatos e experiências pessoais, em 2004. Por outro lado, alguns possuem, desde seu princípio, intuitos unicamente ativistas, como alternativa à cobertura da “imprensa golpista”, a exemplo do Por 1 novo Brasil, de Jussara Seixas, criado em 2005;[4]
  - Políticos: categoria composta tanto por figuras políticas quanto por outros profissionais, como jornalistas. No entanto, o que configura o seu capital social em meio à blogosfera é a atuação política primariamente, sendo fatores como formação universitária menos importantes. O Tijolaço, criado por Brizola Neto (PDT), com a colaboração do jornalista Fernando Brito, em 2009, possui como referencial o passado político da família Brizola, e não o histórico do profissional da comunicação.[4]
  - Intelectuais: são influenciadores por se constituírem como grupo de elite e críticos “à esquerda” do então governo petista (2003-2015). Um exemplo é o blog do doutor em Teologia Leonardo Boff, colunista da Carta Maior;[4]
- Páginas mais institucionalizadas, alimentadas por muitos agentes, que se subdividem entre sites institucionais (ligados a partidos políticos de esquerda ou movimentos sociais) e veículos noticiosos progressistas.[4]

#### Financiamento
É possível identificar três tipos de posicionamento na  Blogosfera Progressista em relação a financiamento:
- Blogs que não aceitam verbas do governo federal, empresas ou estatais (apesar de reivindicarem o incentivo para os demais);
- Blogs custeados por edital público, publicidade pública ou empresas privadas;
- Blogs mantidos por entidade política.[4][10]

## Mídia das fontes
Outro tipo de mídia às vezes chamada de "alternativa" são os veículos geridos pelas próprias fontes, como a institucional, ligadas a organizações públicas ou privadas, e a legislativa, ligadas aos parlamentos. Alguns dos objetivos destas são justamente a busca de alternativas ao corte editorial da mídia tradicional e o estabelecimento de uma ligação direta entre a fonte e o seu público.

## Publicidade
A mídia alternativa é também caracterizada no âmbito publicitário como um espaço para veiculação de anúncios de publicidade e propaganda em locais inusitados e ou fora do habitual. Esses anúncios podem, também, interagir com o público.
São exemplos de mídia alternativa:
- Impressos em Papel Higiênico;
- Motomídia;
- Busdoor;
- Bikedoor;
- Motodoor;
- Aquadoor;
- Mídia em metrô;
- Anúncios feitos com tatuagens;
- Anúncios em novas tecnologias;
- E quaisquer outros que venham a estar fora do quadro comum de meios e veículos de comunicação.

## Mídia tática
"Embora as mídias táticas incluam mídias alternativas, não estamos restritos a esta categoria. De fato, nós introduzimos o termo tático para romper e ir além das rígidas dicotomias que têm restringido o pensamento nesta área por tanto tempo." (GARCIA & LOVINK, 2003)
Com sua sede em Amsterdã, na Holanda, onde ocorre a conferência Next Five Minutes (Próximos Cinco Minutos), as mídias táticas não se constituem como uma organização de produções alternativas, mas sim como um conceito que abarca uma série de manifestações independentes, de qualquer categoria (intelectuais, jornalísticas, estéticas etc) até mesmo offline, como teatro de rua. Vários sítios são considerados mídia tática, inclusive o CMI. A manifestação prática do Mídia Tática são os laboratórios de mídia, os Tactical Media Labs, que pretendem fomentar a formação de mídias independentes.

### Mídias sob demanda
São aquelas que procuram atender a uma demanda de informações que alguns consideram ignoradas pelas corporações midiáticas, as chamadas mídias sob demanda. Elas se caracterizam por atender necessidades específicas dos mais variados tipos: desde disponibilização de sítios e links relacionados a determinado assunto (como o Rizoma, o sindominio e o samizdat), a incubadoras de projetos (como o projeto Meta:fora, o MetallosMediaLab e o Co:Lab, desdobramento do Meta:fora). Esses movimentos ativam a socialização do conhecimento através da disponibilização de textos e idéias de forma reorganizada, a partir de um foco de leitura possível, e, principalmente, fazendo a informação circular e produzir novas idéias.
Uma grande parte das manifestações de mídias sob demanda no Brasil se faz através de rádios comunitárias, que procuram discutir os problemas de grupos excluídos, como as favelas e os menores abandonados.
A mídia alternativa vai muito além de um busdoor, web, publicidade em paraquedas, sinal de fumaça ou cartaz!
Ela tem que se adaptar ao conceito do produto, a ideia que o anúncio quer passar, o que define a mídia tem que ser a estratégia; existem ainda muitas mídias a serem exploradas.
MIDIA EXTERIOR: è a denominação genérica dos meios de comunicação que expõem propagadas ao ar livre. A mídia exterior tem apresentado significativo crescimento no meio publicitário nacional.
ALGUMAS FORMAS DE MIDIA EXTERIOR: Outdoor, busdoor, taxidoor, painel digital, Motomídia, Ekomídia, empena. painel rodoviário, protetor de arvore, barreira de pedestre, lixeira, etc..
Nesses meios a mensagem é dirigida aos usuários de rodovias e a população urbana. O consumidor em movimento esta indefeso a essa mídia, isto é, todo mundo vê, não se paga por isso.